# Ринополис
Ринополис (порт. Rinópolis) — муниципалитет в Бразилии, входит в штат Сан-Паулу. Составная часть мезорегиона Президенти-Пруденти. Входит в экономико-статистический микрорегион Адамантина. Население составляет 9579 человек на 2006 год. Занимает площадь 358,500 км². Плотность населения — 26,7 чел./км².

## История
Город основан 5 октября 1931 года.

## Статистика
- Валовой внутренний продукт на 2003 составляет 53.251.184,00 реалов (данные: Бразильский институт географии и статистики).
- Валовой внутренний продукт на душу населения на 2003 составляет 5.384,89 реалов (данные: Бразильский институт географии и статистики).
- Индекс развития человеческого потенциала на 2000 составляет 0,757 (данные: Программа развития ООН).